# 博報堂DYミュージック&ピクチャーズ
株式会社博報堂DYミュージック&ピクチャーズ（はくほうどうディーワイミュージックアンドピクチャーズ、英: Hakuhodo DY Music & Pictures Inc.）は、アニメーション作品の製作・出資、イベント・プロモーション事業の制作、映画の製作・配給、海外映画・海外ドラマの買い付け及び映像ソフトの制作・発売を主な事業内容とする日本の企業。株式会社博報堂DYメディアパートナーズの完全子会社（博報堂DYホールディングスの完全孫会社）。「ショウゲート」のブランドで映像事業を展開している。

## 概要
日本の芸能事務所であるアミューズのメディアビジュアル事業の中核会社として設立された「株式会社アミューズビデオ」が発祥である。「アミューズピクチャーズ株式会社」への商号変更、東芝との事業提携を経て、その後東芝へ株式譲渡され「東芝エンタテインメント株式会社」（とうしばエンタテインメント）となる。そして2007年、東芝グループの事業再編成計画による株式譲渡で博報堂DYメディアパートナーズの子会社「株式会社ショウゲート」となった。その後2015年に親会社博報堂DYメディアパートナーズからエンタテインメント事業の機能を引き継ぎ、同時に社名を「株式会社博報堂DYミュージック&ピクチャーズ」と改めた。旧社名ショウゲートは映像事業展開やイベント制作におけるブランド名として引き続き使用される。
アニメーション作品の製作・出資、映画の製作・配給、海外映画・海外ドラマの買い付け、ビデオ・DVDソフトの制作・発売、権利保有映像作品の放映権販売、イベント・プロモーション事業プロデュースやプロパティ商品化など、エンタテインメント・コンテンツを核にした「360度ビジネス」を展開する博報堂DYグループの総合エンタテインメント事業会社。
ディスク製造は、メモリーテック御殿場工場（元東芝EMI御殿場工場)に対して主に委託。

## 沿革
- 1990年10月 - アミューズの子会社として株式会社アミューズビデオ設立。
- 1994年4月 - アミューズビデオの関連会社としてアミューズソフト販売株式会社設立。
- 2000年10月 - アミューズピクチャーズ株式会社に商号変更。
- 2001年
  - 3月 - 東芝とアミューズピクチャーズが映画配給やコンテンツの二次利用などのオールライツ事業における事業提携を行うことで合意。
  - 4月 - アミューズがアミューズソフト販売を連結子会社化。
- 2002年2月 - アミューズピクチャーズ・スクリーニングルーム（現・ショウゲート試写室）を開設。
- 2003年
  - 4月 - 東芝がアミューズからアミューズピクチャーズの株式を取得し子会社化。同時にアミューズがアミューズピクチャーズからアミューズソフト販売の株式を取得し直接子会社化。
  - 10月1日 - 東芝の完全子会社となり、東芝エンタテインメント株式会社に商号変更。同時に東芝の子会社・東芝デジタルフロンティアのデジタルコンテンツ事業部（主にDVDソフトを制作）を統合。
- 2007年
  - 5月 - 東芝グループの事業再編成計画による株式譲渡で博報堂DYメディアパートナーズの子会社となる[3][4][5]。
  - 6月1日 - 株式会社ショウゲートに商号変更[6]。社名は社内公募で決定された[7]。
- 2010年4月1日 - 春名慶から博報堂DYMPの百武弘二に社長交代[8]。
- 2015年
  - 4月1日 - 百武弘二から博報堂DYMPの村田嘉邦に社長交代。
  - 10月1日 - 親会社の博報堂DYメディアパートナーズからエンタテインメント事業の機能を受け継ぎ、株式会社博報堂DYミュージック&ピクチャーズに社名変更[1]。旧社名ショウゲートは映像事業のブランドとして引き続き使用される[2]。
- 2020年4月1日 - 村田嘉邦から川上純平に社長交代。
- 2021年
  - 7月26日 - 本社を東京都港区赤坂6丁目2番4号S-GATE赤坂から同区赤坂5丁目3番1号赤坂Bizタワーへ移転[9]。
  - 10月8日 - コーポレートロゴを変更。
- 2022年4月1日 - 川上純平から小山洋平に社長交代。

## アニメーション作品

### アミューズピクチャーズ時代
| 年     | タイトル                                         | アニメーション制作 | 備考    |
| ------ | ------------------------------------------------ | --- | ------- |
| 1995年 | ジャイアントロボ THE ANIMATION -地球が静止する日 | ムー・フィルム（第1話） ムー・アニメーション・スタジオ（第2・3・4話） ジュピター・フィルムズ（第5話） フェニックス・エンタテインメント（第6・7話） |         |
| 1995年 | ストリートファイターII V                         | グループ・タック |         |
| 1996年 | エルフを狩るモノたち                             | グループ・タック |         |
| 1997年 | エルフを狩るモノたちII                           | グループ・タック |         |
| 1997年 | バンパイアハンター                               | マッドハウス | -1998年 |
| 1999年 | 火魅子伝                                         | グループ・タック |         |
| 2000年 | スペーストラベラーズ THE ANIMATION               | |         |
| 2000年 | アレクサンダー戦記 劇場版                        | マッドハウス |         |
| 2003年 | 獣兵衛忍風帖 龍宝玉篇                            | マッドハウス |         |

### 東芝エンタテインメント時代
| 年     | タイトル                                      | アニメーション制作               | 備考    |
| ------ | --------------------------------------------- | -------------------------------- | ------- |
| 2001年 | あぃまぃみぃ!ストロベリー・エッグ             | ティー・エヌ・ケー               |         |
| 2001年 | The Soul Taker 〜魂狩〜                       | タツノコプロ タツノコVCR         |         |
| 2002年 | 円盤皇女ワるきゅーレ                          | ティー・エヌ・ケー               |         |
| 2002年 | ナースウィッチ小麦ちゃんマジカルて            | タツノコプロ 京都アニメーション  |         |
| 2003年 | 円盤皇女ワるきゅーレ 十二月の夜想曲           | ティー・エヌ・ケー               |         |
| 2003年 | 住めば都のコスモス荘 すっとこ大戦ドッコイダー | ユーフォーテーブル               |         |
| 2003年 | 成恵の世界                                    | スタジオ・ライブ                 |         |
| 2004年 | 神無月の巫女                                  | TNK                              |         |
| 2004年 | ナースウィッチ小麦ちゃんマジカルてZ           | タツノコプロ                     |         |
| 2004年 | BURN-UP SCRAMBLE                              | AIC                              |         |
| 2004年 | 光と水のダフネ -DAPHNE IN THE BRILLIANT BLUE- | J.C.STAFF                        |         |
| 2005年 | 英國戀物語エマ                                | ぴえろ                           |         |
| 2005年 | 円盤皇女ワるきゅーレ 星霊節の花嫁             | ティー・エヌ・ケー               |         |
| 2005年 | 奥さまは魔法少女                              | J.C.STAFF                        |         |
| 2005年 | 鴉 -KARAS-                                    | タツノコVCR                      | -2007年 |
| 2005年 | 灼眼のシャナ                                  | J.C.STAFF                        | -2006年 |
| 2005年 | ノエイン もうひとりの君へ                     | サテライト                       | -2006年 |
| 2005年 | 撲殺天使ドクロちゃん                          | ハルフィルムメーカー             |         |
| 2006年 | 円盤皇女ワるきゅーレ 時と夢と銀河の宴         | ティー・エヌ・ケー               |         |
| 2006年 | くじびきアンバランス                          | 亜細亜堂                         |         |
| 2006年 | コヨーテ ラグタイムショー                     | ufotable                         |         |
| 2006年 | 女子高生 GIRL'S-HIGH                          | アームス                         |         |
| 2006年 | 無敵看板娘                                    | テレコム・アニメーションフィルム |         |
| 2006年 | 落語天女おゆい                                | ティー・エヌ・ケー               |         |
| 2007年 | 英國戀物語エマ 第二幕                         | 亜細亜堂                         |         |
| 2007年 | 京四郎と永遠の空                              | ティー・エヌ・ケー               |         |
| 2007年 | 灼眼のシャナII                                | J.C.STAFF                        | -2008年 |
| 2007年 | 神霊狩/GHOST HOUND                            | Production I.G                   | -2008年 |
| 2007年 | 撲殺天使ドクロちゃん2                         | ハルフィルムメーカー             |         |
| 2008年 | Mnemosyne-ムネモシュネの娘たち-               | XEBEC                            |         |
| 2009年 | 灼眼のシャナS                                 | J.C.STAFF                        | -2010年 |

### ショウゲート時代

#### 2000年代
| 年     | タイトル                     | アニメーション制作 | 備考    |
| ------ | ---------------------------- | ------------------ | ------- |
| 2007年 | Devil May Cry                | マッドハウス       |         |
| 2007年 | ななついろ★ドロップス        | スタジオバルセロナ |         |
| 2008年 | 一騎当千 Great Guardians     | アームス           |         |
| 2008年 | キャシャーン Sins            | マッドハウス       | -2009年 |
| 2008年 | S・A〜スペシャル・エー〜     | GONZO AIC          |         |
| 2008年 | 北斗の拳 ラオウ外伝 天の覇王 | サテライト         |         |
| 2009年 | CANAAN                       | P.A. Works         |         |
| 2009年 | ティアーズ・トゥ・ティアラ   | WHITE FOX          |         |
| 2009年 | TO                           | OXYBOT             |         |

#### 2010年代
| 年     | タイトル                                                                  | アニメーション制作                            | 備考    |
| ------ | ------------------------------------------------------------------------- | --------------------------------------------- | ------- |
| 2010年 | 一騎当千 XTREME XECUTOR                                                   | ティー・エヌ・ケー                            |         |
| 2010年 | 学園黙示録 HIGHSCHOOL OF THE DEAD                                         | マッドハウス                                  |         |
| 2010年 | 百花繚乱 サムライガールズ                                                 | アームス                                      |         |
| 2011年 | うたの☆プリンスさまっ♪ マジLOVE1000%                                      | A-1 Pictures                                  |         |
| 2011年 | 英雄伝説 空の軌跡 THE ANIMATION                                           | キネマシトラス                                | -2012年 |
| 2011年 | コイ☆セント                                                               | サンライズ荻窪スタジオ                        |         |
| 2011年 | マジンカイザーSKL                                                         | アクタス                                      |         |
| 2012年 | あの夏で待ってる                                                          | J.C.STAFF                                     |         |
| 2012年 | アルカナ・ファミリア -La storia della Arcana Famiglia-                    | J.C.STAFF                                     |         |
| 2012年 | 一騎当千 集鍔闘士血風録                                                   | アームス                                      |         |
| 2012年 | ガールズ&パンツァー                                                       | アクタス                                      | -2013年 |
| 2012年 | TARI TARI                                                                 | P.A.WORKS                                     |         |
| 2012年 | ハイスクールD×D                                                           | ティー・エヌ・ケー                            |         |
| 2012年 | はぐれ勇者の鬼畜美学                                                      | アームス                                      |         |
| 2012年 | 華ヤカ哉、我ガ一族 キネトグラフ                                           | Team KG Anpro                                 | -2013年 |
| 2012年 | BTOOOM!                                                                   | マッドハウス                                  |         |
| 2013年 | 蒼き鋼のアルペジオ -アルス・ノヴァ-                                       | サンジゲン                                    |         |
| 2013年 | AMNESIA                                                                   | ブレインズ・ベース                            |         |
| 2013年 | うたの☆プリンスさまっ♪ マジLOVE2000%                                      | A-1 Pictures                                  |         |
| 2013年 | キューティクル探偵因幡                                                    | ZEXCS                                         |         |
| 2013年 | きんいろモザイク                                                          | Studio五組                                    |         |
| 2013年 | ストライク・ザ・ブラッド                                                  | SILVER LINK. CONNECT                          | -2014年 |
| 2013年 | 閃乱カグラ                                                                | アニメーションスタジオ・アートランド          |         |
| 2013年 | ダンガンロンパ 希望の学園と絶望の高校生 The Animation                     | ラルケ                                        |         |
| 2013年 | DEVIL SURVIVOR 2 the ANIMATION                                            | bridge                                        |         |
| 2013年 | 凪のあすから                                                              | P.A.WORKS                                     |         |
| 2013年 | ハイスクールD×D NEW                                                       | ティー・エヌ・ケー                            |         |
| 2013年 | はたらく魔王さま！                                                        | WHITE FOX                                     |         |
| 2013年 | 百花繚乱 サムライブライド                                                 | アームス                                      |         |
| 2013年 | BROTHERS CONFLICT                                                         | ブレインズ・ベース                            |         |
| 2013年 | BLAZBLUE ALTER MEMORY                                                     | teamKG フッズエンタテインメント               |         |
| 2013年 | 機巧少女は傷つかない                                                      | Lerche                                        |         |
| 2013年 | リトルバスターズ! 〜Refrain〜                                             | J.C.STAFF                                     |         |
| 2014年 | ゆゆ式                                                                    | キネマシトラス                                |         |
| 2014年 | ウィザード・バリスターズ 弁魔士セシル                                     | アームス                                      |         |
| 2014年 | 神々の悪戯                                                                | ブレインズ・ベース                            |         |
| 2014年 | グラスリップ                                                              | P.A.WORKS                                     |         |
| 2014年 | 健全ロボ ダイミダラー                                                     | ティー・エヌ・ケー                            |         |
| 2014年 | ご注文はうさぎですか?                                                     | WHITE FOX                                     |         |
| 2014年 | 最近、妹のようすがちょっとおかしいんだが。                                | project No.9                                  |         |
| 2014年 | 白銀の意思 アルジェヴォルン                                               | XEBEC                                         |         |
| 2014年 | 精霊使いの剣舞                                                            | ティー・エヌ・ケー                            |         |
| 2014年 | そにアニ -SUPER SONICO THE ANIMATION-                                     | WHITE FOX                                     |         |
| 2014年 | ノブナガ・ザ・フール                                                      | SATELIGHT                                     |         |
| 2014年 | Hybrid Child                                                              | スタジオディーン                              | -2015年 |
| 2014年 | ブラック・ブレット                                                        | キネマシトラス オレンジ                       |         |
| 2014年 | 魔弾の王と戦姫                                                            | サテライト                                    |         |
| 2014年 | 六畳間の侵略者!?                                                          | SILVER LINK.                                  |         |
| 2015年 | アブソリュート・デュオ                                                    | エイトビット                                  |         |
| 2015年 | 一騎当千 Extravaganza Epoch                                               | アームス                                      |         |
| 2015年 | うたの☆プリンスさまっ♪ マジLOVEレボリューションズ                         | A-1 Pictures                                  |         |
| 2015年 | ハロー!!きんいろモザイク                                                  | Studio五組                                    |         |
| 2015年 | ご注文はうさぎですか??                                                    | WHITE FOX キネマシトラス                      |         |
| 2015年 | 純潔のマリア                                                              | Production I.G                                |         |
| 2015年 | 食戟のソーマ                                                              | J.C.STAFF                                     |         |
| 2015年 | ストライク・ザ・ブラッド（OVA）                                           | SILVER LINK. CONNECT                          |         |
| 2015年 | ダンジョンに出会いを求めるのは間違っているだろうか                        | J.C.STAFF                                     |         |
| 2015年 | ハイスクールD×D BorN                                                      | ティー・エヌ・ケー                            |         |
| 2015年 | 監獄学園                                                                  | J.C.STAFF                                     |         |
| 2015年 | オーバーロード                                                            | マッドハウス                                  |         |
| 2015年 | 放課後のプレアデス                                                        | GAINAX                                        |         |
| 2015年 | ミカグラ学園組曲                                                          | 動画工房                                      |         |
| 2015年 | ゆるゆり なちゅやちゅみ!+                                                 | TYOアニメーションズ                           |         |
| 2015年 | ゆるゆり さん☆ハイ!                                                       | TYOアニメーションズ                           |         |
| 2015年 | ヘヴィーオブジェクト                                                      | J.C.STAFF                                     |         |
| 2015年 | 落第騎士の英雄譚                                                          | SILVER LINK. Nexus                            |         |
| 2015年 | 俺がお嬢様学校に「庶民サンプル」としてゲッツされた件                      | SILVER LINK.                                  |         |
| 2015年 | うしおととら                                                              | MAPPA VOLN                                    | -2016年 |
| 2015年 | 赤髪の白雪姫                                                              | ボンズ                                        | -2016年 |
| 2015年 | GATE 自衛隊 彼の地にて、斯く戦えり                                        | A-1 Pictures                                  | -2016年 |
| 2016年 | うたの☆プリンスさまっ♪ マジLOVEレジェンドスター                           | A-1 Pictures                                  |         |
| 2016年 | Dimension W                                                               | Studio 3Hz オレンジ                           |         |
| 2016年 | 最弱無敗の神装機竜                                                        | Lerche                                        |         |
| 2016年 | 少女たちは荒野を目指す                                                    | project No.9                                  |         |
| 2016年 | プリンス・オブ・ストライド オルタナティブ                                 | マッドハウス                                  |         |
| 2016年 | ノルン+ノネット                                                           | キネマシトラス オレンジ                       |         |
| 2016年 | コンクリート・レボルティオ〜超人幻想〜THE LAST SONG                       | ボンズ                                        |         |
| 2016年 | Re:ゼロから始める異世界生活                                               | WHITE FOX                                     |         |
| 2016年 | ジョーカー・ゲーム                                                        | Production I.G                                |         |
| 2016年 | ダンガンロンパ3 -The End of 希望ヶ峰学園-                                 | Lerche                                        |         |
| 2016年 | レガリア The Three Sacred Stars                                           | アクタス                                      |         |
| 2016年 | ストライク・ザ・ブラッド II                                               | SILVER LINK. CONNECT                          | -2017年 |
| 2016年 | ろんぐらいだぁす!                                                         | アクタス                                      | -2017年 |
| 2016年 | モブサイコ100                                                             | ボンズ                                        |         |
| 2016年 | ステラのまほう                                                            | SILVER LINK.                                  |         |
| 2016年 | フリップフラッパーズ                                                      | Studio 3Hz                                    |         |
| 2016年 | Occultic;Nine -オカルティック・ナイン-                                    | A-1 Pictures                                  |         |
| 2017年 | ソード・オラトリア ダンジョンに出会いを求めるのは間違っているだろうか外伝 | J.C.STAFF                                     |         |
| 2017年 | バトルガール ハイスクール                                                 | SILVER LINK.                                  |         |
| 2017年 | チェインクロニクル 〜ヘクセイタスの閃〜                                   | テレコム・アニメーションフィルム グラフィニカ |         |
| 2017年 | つぐもも                                                                  | ゼロジー                                      |         |
| 2017年 | ゼロから始める魔法の書                                                    | WHITE FOX                                     |         |
| 2017年 | サクラダリセット                                                          | david production                              |         |
| 2017年 | アリスと蔵六                                                              | J.C.STAFF                                     |         |
| 2017年 | アトム ザ・ビギニング                                                     | OLM Production I.G SIGNAL.MD                  |         |
| 2017年 | プリンセス・プリンシパル                                                  | Studio 3Hz アクタス                           |         |
| 2017年 | 恋と嘘                                                                    | ライデンフィルム                              |         |
| 2017年 | 天使の3P!                                                                 | project No.9                                  |         |
| 2017年 | ナイツ&マジック                                                           | エイトビット                                  |         |
| 2017年 | 将国のアルタイル                                                          | MAPPA                                         |         |
| 2017年 | つうかあ                                                                  | SILVER LINK.                                  |         |
| 2017年 | 妹さえいればいい。                                                        | SILVER LINK.                                  |         |
| 2017年 | クジラの子らは砂上に歌う                                                  | J.C.STAFF                                     |         |
| 2017年 | Code:Realize 〜創世の姫君〜                                               | M.S.C                                         |         |
| 2018年 | ストライク・ザ・ブラッド III                                              | CONNECT                                       | -2019年 |
| 2018年 | オーバーロードII                                                          | マッドハウス                                  |         |
| 2018年 | ハイスクールD×D HERO                                                      | パッショーネ                                  |         |
| 2018年 | 奴隷区 The Animation                                                      | ゼロジー TNK                                  |         |
| 2018年 | 三ツ星カラーズ                                                            | SILVER LINK.                                  |         |
| 2018年 | A.I.C.O. Incarnation                                                      | ボンズ                                        |         |
| 2018年 | プラネット・ウィズ                                                        | J.C.STAFF                                     |         |
| 2018年 | オーバーロードIII                                                         | マッドハウス                                  |         |
| 2018年 | 色づく世界の明日から                                                      | P.A.WORKS                                     |         |
| 2018年 | 青春ブタ野郎はバニーガール先輩の夢を見ない                                | CloverWorks                                   |         |
| 2018年 | メルクストーリア -無気力少年と瓶の中の少女-                               | エンカレッジフィルムズ                        |         |
| 2018年 | ゴブリンスレイヤー                                                        | WHITE FOX                                     |         |
| 2018年 | となりの吸血鬼さん                                                        | Studio五組 AXsiZ                              |         |
| 2019年 | W'z《ウィズ》                                                             | GoHands                                       |         |
| 2019年 | モブサイコ100 II                                                          | ボンズ                                        |         |
| 2019年 | B-PROJECT〜絶頂*エモーション〜                                            | BN Pictures                                   |         |
| 2019年 | ダンジョンに出会いを求めるのは間違っているだろうかII                      | J.C.STAFF                                     |         |
| 2019年 | ライフル・イズ・ビューティフル                                            | Studio 3Hz                                    | -2020年 |
| 2019年 | キャロル&チューズデイ                                                     | ボンズ                                        |         |
| 2019年 | ありふれた職業で世界最強                                                  | asread. WHITE FOX                             |         |
| 2019年 | コップクラフト                                                            | ミルパンセ                                    |         |
| 2019年 | 魔王様、リトライ!                                                         | EKACHI EPILKA                                 |         |
| 2019年 | 警視庁 特務部 特殊凶悪犯対策室 第七課 -トクナナ-                          | アニマ&カンパニー                             |         |
| 2019年 | ノー・ガンズ・ライフ                                                      | マッドハウス                                  |         |

#### 2020年代
| 年     | タイトル                                                                                | アニメーション制作          | 備考    |
| ------ | --------------------------------------------------------------------------------------- | --------------------------- | ------- |
| 2020年 | ＜Infinite Dendrogram＞-インフィニット・デンドログラム-                                 | NAZ                         |         |
| 2020年 | 継つぐもも                                                                              | ゼロジー                    |         |
| 2020年 | ノー・ガンズ・ライフ（第2期）                                                           | マッドハウス                |         |
| 2020年 | Re:ゼロから始める異世界生活 2nd season                                                  | WHITE FOX                   | -2021年 |
| 2020年 | ダンジョンに出会いを求めるのは間違っているだろうかIII                                   | J.C.STAFF                   |         |
| 2020年 | ご注文はうさぎですか? BLOOM                                                             | エンカレッジフィルムズ      |         |
| 2020年 | モンスター娘のお医者さん                                                                | アルボアニメーション        |         |
| 2020年 | 無能なナナ                                                                              | ブリッジ                    |         |
| 2020年 | ストライク・ザ・ブラッド IV                                                             | CONNECT                     | -2021年 |
| 2020年 | それだけがネック                                                                        | TIA                         | -2021年 |
| 2021年 | 吸血鬼すぐ死ぬ                                                                          | マッドハウス                |         |
| 2021年 | 裏世界ピクニック                                                                        | LIDENFILMS FelixFilm        |         |
| 2021年 | 無職転生 〜異世界行ったら本気だす〜                                                     | スタジオバインド            |         |
| 2021年 | スケートリーディング☆スターズ                                                           | J.C.STAFF                   |         |
| 2021年 | スライム倒して300年、知らないうちにレベルMAXになってました                              | REVOROOT                    |         |
| 2021年 | ひげを剃る。そして女子高生を拾う。                                                      | project No.9                |         |
| 2021年 | プレイタの傷                                                                            | GoHands                     |         |
| 2022年 | 薔薇王の葬列                                                                            | J.C.STAFF                   |         |
| 2022年 | 最遊記RELOAD -ZEROIN-                                                                   | ライデンフィルム            |         |
| 2022年 | ありふれた職業で世界最強 2nd season                                                     | asread. studio MOTHER       |         |
| 2022年 | 錆喰いビスコ                                                                            | OZ                          |         |
| 2022年 | 処刑少女の生きる道                                                                      | J.C.STAFF                   |         |
| 2022年 | ストライク・ザ・ブラッド FINAL                                                          | CONNECT                     |         |
| 2022年 | 金装のヴェルメイユ〜崖っぷち魔術師は最強の厄災と魔法世界を突き進む〜                    | Staple Entertainment        |         |
| 2022年 | オーバーロードIV                                                                        | マッドハウス                |         |
| 2022年 | モブサイコ100 III                                                                       | ボンズ                      |         |
| 2022年 | ダンジョンに出会いを求めるのは間違っているだろうかIV                                    | J.C.STAFF                   | -2023年 |
| 2022年 | はたらく魔王さま!!                                                                      | Studio 3Hz                  | -2023年 |
| 2023年 | 人間不信の冒険者たちが世界を救うようです                                                | GEEKTOYS                    |         |
| 2023年 | 吸血鬼すぐ死ぬ2                                                                         | マッドハウス                |         |
| 2023年 | お兄ちゃんはおしまい!                                                                   | スタジオバインド            |         |
| 2023年 | 無職転生 II 〜異世界行ったら本気だす〜                                                  | スタジオバインド            | -2024年 |
| 2023年 | デキる猫は今日も憂鬱                                                                    | GoHands                     |         |
| 2023年 | 好きな子がめがねを忘れた                                                                | GoHands                     |         |
| 2023年 | ゴブリンスレイヤーII                                                                    | ライデンフィルム            |         |
| 2023年 | 星屑テレパス                                                                            | Studio五組                  |         |
| 2024年 | 結婚指輪物語                                                                            | Staple Entertainment        |         |
| 2024年 | 望まぬ不死の冒険者                                                                      | CONNECT                     |         |
| 2024年 | 変人のサラダボウル                                                                      | SynergySP、スタジオコメット |         |
| 2024年 | ダンジョンの中のひと                                                                    | OLM                         |         |
| 2024年 | ありふれた職業で世界最強 season 3                                                       | asread.                     | -2025年 |
| 2024年 | ダンジョンに出会いを求めるのは間違っているだろうかV 豊穣の女神編                        | J.C.STAFF                   | -2025年 |
| 2025年 | Sランクモンスターの《ベヒーモス》だけど、猫と間違われてエルフ娘の騎士として暮らしてます | ゼロジー、セイバーワークス  |         |
| 2025年 | サラリーマンが異世界に行ったら四天王になった話                                          | GEEKTOYS、CompTown          |         |
| 2025年 | スライム倒して300年、知らないうちにレベルMAXになってました ～そのに～                   | テディー                    |         |
| 2025年 | 神統記（テオゴニア）                                                                    | 旭プロダクション            |         |

## 海外ドラマ作品
- ツイン・ピークス（現在、NBCユニバーサル・エンターテイメントジャパンが販売を担当）
- バンド・オブ・ブラザース（現在、ワーナー ブラザース ジャパンが販売を担）
- The Office
- The Office クリスマス・スペシャル
- 宮廷の諍い女
- 済衆院
- ロードナンバーワン
- ATHENA-アテナ-
- お願い、キャプテン
- ザ・ミュージカル
- 第3病院〜恋のカルテ〜
- サラリーマン楚漢志
- Dr. JIN
- 恋愛操作団:シラノ
- IRIS2-アイリス2- ラスト・ジェネレーション
- ゴハン行こうよ シーズン1、2
- ラスト-LAST-
- ユミの細胞たち THE MOVIE

など

## 映画作品

### アミューズピクチャーズ時代（映画）
- あずみ
- アメリカン・サイコ
- 銀杏のベッド
- エル・ドラド 黄金の都
- オー・ド・ヴィ
- 火山高
- 玻璃（ガラス）の城
- ギフト
- キリング・ミー・ソフトリー
- くたばれ!ハリウッド
- クライム アンド パニッシュメント
- コンセント
- サハラに舞う羽根
- JSA
- Jam Films
- シュリ
- 人生は、時々晴れ
- スペーストラベラーズ
- セッション9
- セレンディピティ
- 戦場のピアニスト
- 太陽は、ぼくの瞳
- チキンラン
- ドッジGO!GO!
- ドッペルゲンガー
- ドラゴンヘッド
- とらばいゆ
- バイオハザード
- BULLY ブリー
- ぼのぼの クモモの木のこと
- マーサの幸せレシピ
- マグダレンの祈り
- メメント
- メルシィ!人生
- 燃ゆる月
- ラッキー・ブレイク
- リターナー
- リベリオン
- 竜二 Forever
- 猟奇的な彼女

など

### 東芝エンタテインメント時代（映画）
- 愛の神、エロス
- あずみ2 Death or Love
- アドルフの画集
- アメリカン・スプレンダー
- イン・ディス・ワールド
- 美しき野獣
- オープン・ウォーター2
- オールド・ボーイ
- オリバー・ツイスト
- カート・コバーン アバウト・ア・サン
- 神の左手悪魔の右手
- 記憶の棘
- キサラギ
- 9000マイルの約束
- クライング・フィスト
- 恋する神父
- GOAL!
  - GOAL!2
- サマータイムマシン・ブルース
- サマリア
- 世界で一番パパが好き!
- Jam Films 2
- 親切なクムジャさん
- SPUN スパン
- タイムリミット
- 堕天使のパスポート
- 誰にでも秘密がある
- 情痴 アヴァンチュール
- 血と骨
- 天空の草原のナンサ
- 天国の青い蝶
- 東京ゾンビ
- トンケの蒼い空
- ナコイカッツィ
- ネバーランド
- 8月のクリスマス
- バレット モンク
- ビートキッズ
- ファントマ映画祭2006
  - ファントマ 危機脱出
  - ファントマ 電光石火
  - ファントマ ミサイル作戦
- 胡同（フートン）のひまわり
- female
- ブラックブック
- ブラザーズ・グリム
- フル・フロンタル
- 僕は妹に恋をする
- マザー・テレサ
- マシニスト
- 魔笛
- 蟲師
- やさしい嘘
- ユア・マイ・サンシャイン
- 4人の食卓
- ライフ・イズ・コメディ! ピーター・セラーズの愛し方
- ラブいぬ ベンジー はじめての冒険
- 連理の枝
- リディック

など

### ショウゲート時代（映画）
- アイム・ソー・エキサイテッド!
- 愛を読むひと
- アウェイク
- あぜ道のダンディ
- ANIME FES “VS”
  - .hack//Quantum
  - マジンカイザーSKL
  - コイ☆セント
  - ノラゲキ!
- アフロ田中
- アメリア 永遠の翼
- 荒川アンダー ザ ブリッジ THE MOVIE
- 建築学概論
- アンティーク 〜西洋骨董洋菓子店〜
- 行け!男子高校演劇部
- 痛いほどきみが好きなのに
- いつか眠りにつく前に
- いつまた、君と〜何日君再来〜
- インシディアス
- ウェイバック -脱出6500km-
- うさぎドロップ
- 雲南の花嫁
- 運命のボタン
- HK 変態仮面
- 選ばなかったみち
- エンジェル
- 肩ごしの恋人
- 神弓-KAMIYUMI-
- 彼が二度愛したS
- きいろいゾウ
- キッズ・オールライト
- キッチン 〜3人のレシピ〜
- きみに微笑む雨
- 今日も嫌がらせ弁当
- キラー・エリート
- 桐島、部活やめるってよ
- キリングゲーム
- キャピタリズム〜マネーは踊る〜
- きょうのキラ君
- 今日も僕は殺される
- 金メダル男
- グッド・バッド・ウィアード
- グッモーエビアン!
- クヒオ大佐
- グランドピアノ 狙われた黒鍵
- クレイジーズ
- クレイジーホース・パリ 夜の宝石たち
- GAMER
- 劇場版 花咲くいろは HOME SWEET HOME
- 劇場版 BAD BOYS J-最後に守るもの-
- 劇場版 仮面ティーチャー
- 劇場版 蒼き鋼のアルペジオ -アルス・ノヴァ- DC
- ゲーム・オブ・デス
- 劇場版 私立バカレア高校
- 声をかくす人
- コードギアス 亡国のアキト
  - 第1章 翼竜は舞い降りた
  - 第2章 引き裂かれし翼竜
  - 第3章 輝くもの天より堕つ
  - 第4章 憎しみの記憶から
  - 最終章 愛シキモノタチへ
- 恋と嘘
- コードネーム：ジャッカル
- ゴールデンスランバー
- 極道めし
- コズモポリス
- コロンビアーナ
- 婚前特急
- コンフィデンスマン/ある詐欺師の男
- ザ・ウォード/監禁病棟
- サガン -悲しみよ こんにちは-
- 桜、ふたたびの加奈子
- THE GREY 凍える太陽
- ザ・ゲスト
- THE JOYUREI 〜女優霊〜
- THE PROMISE/君への誓い
- ザ・ホード -死霊の大群-
- さよならの朝に約束の花をかざろう
- サラリーマンNEO 劇場版(笑)
- ザ・トーナメント
- 猿ロック THE MOVIE
- ジェニファーズ・ボディ
- シグナル〜月曜日のルカ〜
- シャカリキ!
- ジュリエットからの手紙
- ショコラの見た世界
- ジョニー・マッド・ドッグ
- ショパン 愛と哀しみの旋律
- 新宿インシデント
- 人生、いろどり
- SKINAMARINK/スキナマリンク
- スピードマスター
- 正義のゆくえ I.C.E.特別捜査官
- セイクリッドセブン 銀月の翼
- 戦場でワルツを
- セントアンナの奇跡
- ぜんぶ、フィデルのせい
- ゾンビーノ
- ダークスカイズ
- 台北の朝、僕は恋をする
- ダブル・ミッション
- 男子高校生の日常
- 沈黙の鉄拳
- 沈黙の復讐
- てぃだかんかん〜海とサンゴと小さな奇跡〜
- デザート・フラワー
- トイレット
- 東京公園
- Dr.パルナサスの鏡
- ドラゴンゲート 空飛ぶ剣と幻の秘宝
- ドリームハウス
- トリガール!
- 泥棒役者
- トワノクオン
  - 第一章 泡沫の花弁
  - 第二章 混沌の蘭舞
  - 第三章 夢幻の連座
  - 第四章 紅蓮の焦心
  - 第五章 双絶の来復
  - 第六章 永久の久遠
- ニューヨーク・バーグドルフ 魔法のデパート
- ノーカントリー
- BAYONETTA Bloody Fate
- パーマネント野ばら
- honey
- ハラがコレなんで
- パリ・オペラ座のすべて
- パレード
- ハロウィンII
- ハングリー・ラビット
- 犯人に告ぐ
- 100回泣くこと
- ファインド・アウト
- ファンタスティック Mr.FOX
- フィッシュストーリー
- 4デイズ
- ブラッディ・パーティ
- フラメンコ・フラメンコ
- ブリッツ
- ブロークンシティ
- ブロードウェイ♪ブロードウェイ コーラスラインにかける夢
- ペルソナ4 the Animation -the Factor of Hope-
- 抱擁のかけら
- ホーボー・ウィズ・ショットガン
- ボクたちの交換日記
- ぼくのエリ 200歳の少女
- ポテチ
- ボトムズフェスティバル
  - 装甲騎兵ボトムズ Case;IRVINE
  - ボトムズファインダー
  - 装甲騎兵ボトムズ 孤影再び
- ポンチョに夜明けの風はらませて
- マリリン・モンロー 瞳の中の秘密
- メカニック
- 魍魎の匣
- 横道世之介
- ラースと、その彼女
- ラブコメ
- ラム・ダイアリー
- ランナウェイ/逃亡者
- 乱暴と待機
- LUPIN THE IIIRD 血煙の石川五ェ門
- レディ・チャタレー
- 恋愛戯曲〜私と恋におちてください。〜
- ロード・オブ・セイラム
- 私がクマにキレた理由
- ONCE ダブリンの街角で
- ガールズ&パンツァー これが本当のアンツィオ戦です!
- ガールズ&パンツァー 劇場版
- 翠星のガルガンティア 〜めぐる航路、遥か〜
  - 前編
  - 後編
- ゆるゆり なちゅやちゅみ!
- レインツリーの国
- きんいろモザイク　Pretty Days
- ご注文はうさぎですか??　〜Dear My Sister〜
- パパはわるものチャンピオン

など

## その他作品
- 平成ガメラ3部作
- Laundry
- 私立探偵 濱マイク
- 佐藤四姉妹 白版
  - 佐藤四姉妹 赤版
- 駅弁ひとり旅〜東北編〜
- 乾杯戦士アフターV
- 麻雀飛龍伝説 天牌
  - 四川弔激闘史
  - 黒沢最終決戦史
  - 元禄闘牌決戦史
  - 無間地獄脱出史
- 麻雀飛翔伝 哭きの竜 外伝
- 激アツ！ パチンカー銀次郎
- 寄性獣医・鈴音
  - GENESIS
  - EVOLUTION
- 劇場版 東京伝説
  - 恐怖の人間地獄
  - 歪んだ異形都市
- FIFAオフィシャルDVD 2006 FIFAワールドカップ〜THE DOCUMENT〜
- マリア・シャラポワ〜素顔のままで〜
- 三宅裕司のワークパラダイス 〜生瀬勝久 伝説のひとり不思議20職〜
- サマータイムマシン・ブルース2005 舞台版
- S/mile Factory 〜スマイレージ4人で最後だYO!めでたいのにっ!〜
- テレタビーズ
- ローリー・ポーリー・オーリー
- ウォーキングwithダイナソー タイムスリップ!恐竜時代
- デジタルえほん にじいろの さかな
  - ゆうじょう編
  - ぼうけん編
- 逆襲のドラゴンライダー（ソーシャルゲーム）
- 機巧少女は傷つかない Facing “Burnt Red”（ソーシャルゲーム）
- 夜々フリック
- 真夜中にハロー!

など